# Liste des comtes de Cambrai
- VIIe siècle : Waddo
- En 875 : Eurianus, peut-être nommé par Charles le Chauve[1]
- Jusqu'en 879 : Boson
- 879-896 : Raoul de Cambrai, fils de Baudouin Ier de Flandre
- 896 – 907 : Herbert de Vermandois
- Entre 910 et 916 – 948 : Isaac de Cambrai
- À partir de 948 : Arnould Ier de Cambrai, fils d'Isaac
- Jusqu'en 1007 : Arnould de Valenciennes, fils d'Arnould Ier

En 1007, Arnould cède le comitatus à l'évêque de Cambrai. Le Cambrésis devient une principauté ecclésiastique.

## Sources
- Léon Vanderkindere, La Formation territoriale des principautés belges au Moyen Âge, vol. II, Bruxelles, H. Lamertin, 1902 (réimpr. 1981), 88 p. (lire en ligne), p. 48-56
- Louis Trenard (dir.) et Michel Rouche (préf. Jacques Legendre), Histoire de Cambrai, t. 2, Presses Universitaires de Lille, coll. « Histoire des villes du Nord / Pas-de-Calais », 1982 (1re éd. 1982), 314 p., 24cm (ISBN 2-85939-201-7)